# Inoso
Inoso es un concejo del municipio de Urcabustaiz, en la provincia de Álava, País Vasco (España).

## Geología
Esta localidad se asienta sobre terrenos de micritas arcillosas, calizas arenosas y arcillas. Al sur de la misma encontramos una franja de terreno de rocas calizas. En su parte suroeste se eleva el monte Sobre Hayas, constituido, en parte, por rocas calizas y, en parte, por micritas arcillosas y algunas arcillas. Al norte de la población aparecen también terrenos de arcillas.

## Demografía
| Gráfica de evolución demográfica de Inoso entre 2000 y 2017 |
|                                                             |
| Población de derecho según los censos de población del INE. |

## Monumentos
- Iglesia de la Purísima Concepción. Tiene planta rectangular cubierta por tres tramos con bóvedas de lunetos. La espadaña tiene dos vanos de campanas y fue construido en 1907. En la actualidad no existen retablos, sólo se conservan restos de un antiguo retablo de principios del XVII procedentes de la iglesia de San Juan del Mercado de Orduña. Se trata de un sagrario y parte del banco, obra del escultor orduñés Juan de Ullívarri. También se guarda en esta iglesia una interesante imagen de la Purísima del siglo XVI y un cáliz Neoclásico. Es una parroquia de nueva construcción, ya que la original fue incendiada durante la Guerra Civil, siendo bendecido el actual templo el 4 de junio de 1942.[2][3]

- Ermita de Nuestra Señora de Goicoana. Se ubica entre Inoso y Oyardo.[4]

## Personajes ilustres
- Juan de Ardanegui, general que destacó en tierras peruanas.[5]